# Myranor
Myranor ist ein fiktiver Kontinent im Pen-&-Paper-Rollenspiel Das Schwarze Auge.

## Entwicklungsgeschichte und Beschreibung
Die Kampagnenwelt Myranor wurde von Fantasy Productions erst im Jahr 2000 eingeführt, kam aber bereits Jahre vorher unter dem Namen Güldenland in einigen Publikationen vor und wurde mehrfach angekündigt.
Am 20. Januar 2006 ist eine Überarbeitung von Myranor als Hardcover-Band erschienen, die nicht nur die alten Texte der 2000er Box in überarbeiteter Form präsentiert, sondern auch neue Texte bringt und die Regeln des Kontinents an die zukünftigen Regeln des Rollenspiels Das Schwarze Auge anpasst, ist aber kompatibel und benötigt die Regeln aus „Schwerter und Helden“. Die Spieler können dadurch auf beiden Kontinenten spielen, ohne sich mit neuen Regelmechanismen beschäftigen zu müssen.
Am 27. Oktober 2006 gab Fantasy Productions bekannt, dass ab Januar 2007 Ulisses Spiele die Lizenz für Myranor übernimmt. Federführend bleiben jedoch die DSA-Autoren Jörg Raddatz und Heike Kamaris, ebenso bleibt der DSA-Chefredakteur Thomas Römer involviert. Von 2009 bis 2017 wurde Myranor in Sublizenz vom Uhrwerk Verlag verlegt. Danach ging die Lizenz wieder als Alleininhaber an Ulisses zurück.
2024 wurde ein Kickstarter-Projekt gestartet, bei welchem der Uhrwerk-Verlag eine Rückkehr nach Myranor plant.
Der Kontinent Myranor ist wesentlich größer als Aventurien. Der Name ist eine Eigenbezeichnung seiner Bewohner.
Im Gegensatz zum Kontinent Aventurien, auf dem neben Echsenmenschen nur klassische Fantasy-Rassen wie Elfen, Zwerge, Orks, Kobolde und Trolle existieren, leben auf Myranor zahlreiche Mischrassen wie Katzenmenschen und andere mythische Wesen. Das Myranor-Spielsystem gibt konkrete Daten zum Güldenland – wie die Aventurier Myranor nennen – vor.
Auch seine Kulturen unterscheiden sich wesentlich von denen Aventuriens. So gibt es das Imperium, ein altes Reich, das seit mehreren tausend Jahren existiert und von welchem sich die in Aventurien dominierende Kultur der Mittelreicher und Horasier herleitet. Die bereits vor der myranischen Besiedelung in Aventurien lebenden Menschen wurden ebenfalls beeinflusst, jedoch indirekt erst durch die horasische und danach durch die mittelreichische Herrschaft. Die Kultur der Thorwaler leitet sich ebenfalls von einer myranischen her, nämlich von den im Norden Myranors lebenden Hjaldingern.
Des Weiteren gibt es Ländereien felider (katzenhafter) Lebewesen und vieles Unentdeckte mehr.
Wie so oft im System von Das Schwarze Auge ist auch hier eine Ähnlichkeit mit irdischen Orten und Kulturen gegeben: Myranor enthält vielfach irdische Anleihen aus Asien und Indonesien sowie in der neueren Fassung vor allem der Antike.

## Geografie
Myranor ist der größte Kontinent der Spielewelt Dere. Er reicht vom nördlichen bis zum südlichen Polareis, das bekannte Gebiet des Kontinents hat eine Breite von 5000 Meilen, insgesamt wird eine doppelt so hohe Breite vermutet. Sämtliche Klimazonen sind vertreten. Ein Netz von ineinanderfließenden Flüssen überzieht das Land.
Myranor liegt westlich von Aventurien, getrennt durch das Thalassion (aventurisch: Meer der Sieben Winde). Der vor 2000 Jahren vom Gott Efferd errichtete Efferdwall verhindert die Überquerung des Meeres durch myranische Schiffe, während es aventurischen Güldenlandfahrern möglich ist.

### Länder
Das größte Reich des bekannten Myranors ist das Imperium. Das erste Imperium wurde vor ca. 4800 Jahren von den Archäern gegründet. Es umfasste in seiner Blüte den gesamten bekannten Kontinent, kollabierte aber als nach ca. 1500 Jahren die reinrassigen Archäer plötzlich ausstarben und nur jene Nachkommen, in denen das Blut der Alten am schwächsten ist, überlebten. Aus ihnen wurden die Optimaten, eine magiebegabte Adelsschicht. Sie erschufen einige Jahrhunderte später das zweite Imperium, das sich im Laufe der Zeit auch über einen Großteil des Kontinents erstreckte, im letzten Jahrtausend allerdings etlichen Ländern die Unabhängigkeit gewähren musste.
Das Imperium ist in Horasiate untergliedert. Era' Sumu ist eine große Insel. Dort soll die Wiege der Menschheit liegen. In diesem Land leben Priesterinnen der Satu. Sie gelten als Heilerinnen und gehören dem Haus Icemna an. Das Horasiat Cantera liegt am Meer der schwimmenden Inseln und seine Metropole Balan Cantara ist eine riesige Stadt und zudem die älteste im Imperium. Das Horasiat Xarxaron wird von Magiern geführt, die auf Nicht-Magier herabsehen. Sie bilden den Wall gegen die Draydal. Tharpura, das südlichste Horasiat ist offiziell die Domäne des Thearchen, jedoch regiert in seinem Namen eine amaunische Oberschicht über die menschliche Bevölkerung.
Das ehemalige Horasiat Koromanthia ist ein Land voller Anarchie. In dem Dschungelland Makshapuram herrschen die Amaunir über die Menschen. Auf den Inseln des Shindrabar-Archipels herrschen menschliche Priester der Schlangengötter. Das ehemalige Horasiat Rhacornos wird heutzutage von den Leonir regiert.
Einer der größten Feinde des Imperiums sind die Draydal, ein Volk das den Schädelgott (eine der Formen, in denen der aventurische Namenlose Gott in Myranor verehrt wird) anbetet. Ihr Land ist ein karger Ort, den sie gnadenlos ausbeuten.

### Städte
- Balan Cantara – Eine der größten Städte des Imperiums, zwischen dem Thalassion und dem Meer der Schwimmenden Inseln. Frühere Co-Centropole (Co-Hauptstadt).
- Balan Mayek – Alte Stadt am Thalassion, früher Hauptkriegshafen des Imperiums.
- Dorinthapolis – Hauptstadt des Imperiums, Sitz des Thearchen (Gottkaiser), am Sternenpfeiler gelegen.
- Sidor Corabis – Gebirgsstadt, Zentrum der Archaomechanik. Frühere Co-Centropole (Co-Hauptstadt).

### Völker
- Menschen – Die verbreitetste Spezies auf Myranor sind die Menschen. Die Myraner sind die typischen Bewohner des Imperiums. Von ihnen stammen auch die meisten Menschen aus Aventurien ab (zumindest die Mittelländer). Die Bansumiter sind von dunklerer Hautfarbe und leben vor allem im Süden und im Osten Myranors. Die Dralquabar sind ein Menschenschlag, der in der großen Wüste Nakramar lebt. Die Ravesaran wurden gezüchtet. Sie sind gutaussehend, jedoch besitzen sie beide Geschlechter gleichzeitig.
- Amaunir – Dies ist eine sehr verbreitete Rasse von Katzenmenschen. Ihre ursprüngliche Heimat sind die Wälder von Aumannath, doch mittlerweile haben sie sich im ganzen Imperium verbreitet. Es gibt unterschiedliche Amaunirkulturen: Nyamaunir, Waldamaunir, Djamaunir, Stadtaumaunir und Makshamauni.
- Leonir – Die Leonir sind Löwenmenschen und gefürchtete Krieger. Sie besitzen ihr eigenes Land, aber viele von ihnen leben auch im Imperium.
- Pardir – Pardir sind Panthermenschen und sehr wild. Sie sind oft Söldner und gelten als barbarisch.
- Tighrir – Tighrir sind humanoide Tiger und sehr einzelgängerisch. Sie leben in den östlichen Dschungeln und haben lange gegen die Jharra und Amaunir gekämpft um ihren Lebensraum zu erobern und verteidigen.
- Neristu – Diese Wesen sehen ähnlich aus wie ein Mensch, besitzen jedoch vier Arme. Sie hegen einen Totenkult, gelten im Imperium als Außenseiter und haben eine besondere Kampftechnik entwickelt.
- Ashariel – Ein Volk von menschenähnlichen Vogelchimären, erschaffen von den Magiern des Imperiums als Kriegswaffe für den Luftkampf, haben ihre eigene Kultur und Religion entwickelt.
- Shingwa – Diese kleinen Chamäleonmenschen leben auch im Imperium. Sie können sich gut tarnen, denn sie besitzen die Fähigkeit des Farbwechsels.
- Loualil – Diese Wesen sind Bewohner der Meere, ähneln aber den Menschen. Sie verehren den Mond als ihre Göttin. Man kann sie sich wie Meerjungfrauen vorstellen, jedoch ohne einen Fischschwanz.
- Ravesaran – Chimärologisch erzeugte Zwitterrasse, welche als Lustsklaven erzeugt wurde.
- Risso – Diese Fischmenschen leben ebenfalls unter Wasser, sind nicht aggressiv.
- Satyare – Diese Satyre leben im Imperium oder als Wilde. Sie verstehen sich im Umgang mit Tieren sehr gut und gelten als lüstern.
- Lyncil – Luchsähnliche Katzenwesen die als Händler Nordmyranor durchstreifen.

### Gesellschaft
Die Gesellschaft des Imperium Myranum besteht aus verschiedenen Ständen, die zumindest teilweise durchlässig sind. Dem Imperium sind Rassismus und Sexismus weitgehend fremd: Zwar können nur die Nachfahren der Archäer zur Oberschicht der Optimaten gehören, doch ansonsten stellen Volkszugehörigkeit oder Geschlecht keine Hürden dar.
- Optimaten – Die magiebegabte Oberschicht des Imperiums. Die Zugehörigkeit leitet sich hauptsächlich durch die magische Begabung ab, zauberfähige Kinder von Optimaten folgen ihren Eltern nach, Kinder aus anderen Schichten werden als „verlorene Verwandte“ adoptiert. Die Optimaten unterteilen sich in verschiedene Hohe Häuser, welche eine Mischung aus Adelsfamilien, Parteien, Wirtschaftskonsortien und magischer Vereinigung sind.
- Honoraten – Ursprünglich die Helfer der Optimaten, sind Honoraten heutzutage eine fast erbliche Schicht, die wichtige Ämter in Politik, Verwaltung, Religion und Militär einnimmt. War der Stand ursprünglich an das Erreichen bestimmter Ämter gekoppelt, wie das des Zenturios im Militär, ist die Karriere eines Honoratenkindes inzwischen oft schon vorgezeichnet. Honoraten sind oft mit einer bestimmten Organisation, wie einem Optimatenhaus, einem Tempel oder einem Horasiat assoziiert.
- Bürger – Der Bürgerstand stellt die Mittelschicht des Imperiums dar. Qualifizierte Handwerker, Priester, Myrmidonen und ähnliche Berufe stellen die Mehrzahl seiner Mitglieder. Bürger haben Wahlrecht und können nicht nur die Curia, den Stadtrat, wählen, sondern auch die optimatischen Prätoren, weswegen sie politisch von der Oberschicht umworben werden, und sich auf Geschenke wie kostenlose Thermenbesuche, Opfermahle zu Ehren der Götter u. ä. verlassen können. Zudem dürfen sie innerhalb der Städte Grund und Boden besitzen sowie Dolche und Hiebwaffen tragen. Sie organisieren sich in angesehenen Collegien, welche oft mit einer Aktivität, ähnlich einer Gilde, verbunden sind.
- Untertanen – Oftmals wie unmündige Kinder behandelt, haben Untertanen außer ihrer persönlichen Freiheit kaum Rechte. Sie stellen die Unterschicht dar, deren Leben oft von harter Arbeit und Armut geprägt ist. Für die meisten Rechtsgeschäfte benötigen sie einen angesehenen Bürger oder Honoraten als Bürgen. Sie organisieren sich in halblegalen Circeln, um sich gegenseitig zu schützen.
- Sklaven – Rechtlich oft auf den Stand von Nutzvieh oder Dingen, sind Sklaven weitgehend unfrei. Nichtsdestotrotz kann ihr Lebensstil sehr unterschiedlich sein – ein gebildeter Privatlehrer lebt unter Umständen ein komfortableres Leben, als so mancher Bürger, während Sklaven auf Plantagen oder in Minen oftmals eine erbärmliche Existenz fristen.

## Götter
Myranor verfügt über eine Reihe von eigenen Göttern. Im Imperium wurde nach der Niederschlagung des Charypta-Kultes ein Pantheon von acht Staatsgöttern definiert, die Oktade.
- Brajan – Gott der Sonne und der Ordnung, ähnlich dem aventurischen Praios und möglicherweise mit ihm identisch. Es gibt aber einen deutlichen Unterschied: Brajan ist im Gegensatz zu Praios nicht magiefeindlich und wird mit einem dritten Auge dargestellt.
- Chrysir – Gott des Windes, der Stürme und, soweit nicht Charypta und Effard betreffend, der See. Gilt als jüngerer Bruder Brajans.
- Gyldara – Die Göttin des Heimes und der Familie. In der Oktade Ehefrau des Brajan, mit der aventurischen Travia identisch.
- Nereton – Der Gott des Todes. Ursprünglich Herr der Götter.
- Raia – Göttin der Liebe.
- Shinxir – Gott des Krieges.
- Siminia – Göttin des Handwerks.
- Zatura – Göttin der Fruchtbarkeit. Tochter von Sumu und Nereton, Ehefrau von Chrysir, höchstwahrscheinlich identisch mit der aventurischen Satuaria.

Weitere Götter:
- Schädelgott – Gott der Draydal, eine der Formen, in der der aventurische Namenlose in Myranor bekannt ist.
- Charypta – als Meeresgöttin verehrt, besonders vom inzwischen gefallenen Optimatenhaus Charybalis sind ihre Kräfte doch dämonischer Natur.
- Effard – Meeresgott, Feind der Charypta, identisch mit dem aventurischen Efferd, seit der Zeit der Entstehung des Effardwalls jedoch als deutlich dunkler als in Aventurien gesehen.